# Windows Media Video
Windows Media Video（ウィンドウズ・メディア・ビデオ、略称WMV）は、マイクロソフトがWindows Media Formatの中核をなすものとして開発したビデオコーデック。オーディオコーデックとしてWindows Media Audio（WMA）があり、一般にはWMVとWMAの組み合わせが用いられる。

## 概要
1998年、マイクロソフトはWindows Media Player6を発表し、MS-MPEG4コーデックを搭載した。以後、2000年に発表したWindows Media Player 7でWindows Media Video 7を採用したのを皮切りに、独自コーデックとして8、9へと改良を重ね、現在に至る。
2003年9月、マイクロソフトは米国映画テレビジョン技術者協会（SMPTE）にWMV9のデコーダ部分のソースコードを標準規格候補としてVC-9という名称で提出した（後にVC-1に改称された）。その際Windows Media Video 9がMPEG-4をベースとして改良された方式であることが表面化し、ライセンスの扱いが問題となったが、結局2004年2月にはDVDフォーラムによってVC-9（当時）がHD DVDの必須映像コーデックとして承認され、2004年9月には第3世代光ディスク（当時の「次世代DVD」）規格としてHD DVDと競合していたBlu-ray DiscもビデオコーデックとしてVC-1を採用するなど、パーソナルコンピュータ向け以外にもWindows Media Video技術の用途が拡大しつつある。

## 特徴
- Microsoft Windowsで標準対応（Windows Media Playerで再生可能）であるため、PCでの再生環境の普及率は高い。
- WMV9はDVD（MPEG-2）の約半分のビットレートで同等の画質を得られるとしている。また、HDTVにも対応している（WMV HD）。
- 低ビットレートでも映像の破綻が少なく、ストリーミング（ASFコンテナ格納時のみ）にも対応しているので、インターネットのネット配信に適している。
- デジタル著作権管理（DRM）対応（ASFコンテナ格納時のみ）によって、著作者の意図しないコピーを防止することができる。
- エンコードに時間がかかる（DivXなどの約1.5倍〜2倍程度）。エンコードの速度指定でかなり改善できる。
- シーク出来ないように出来る（ASFコンテナ格納時）。

## 利用例
- 企業や団体の一般向け動画配信。
- テレビ番組やビデオカメラで録画した映像を保存する。
- Windows Media EncoderやMicrosoft Expression Encoderを使用すると個人配信も容易。

## コンテナ形式
従来のビデオコーデック同様にDirectShowを利用したコンテナ形式（ASF/WMV、AVI等）に格納することが可能。
通常のWMV9（ASFコンテナに格納）
- （WMV9+WMA9）.wmv

VCMを使用したWMV9（AVIコンテナに格納）
- （WMV9+MP3）.avi

## 注意事項
WMV9は、下記の3つが存在する。
- 通常のWMV9コーデックで圧縮したもの=FourCC:WMV3
- WMP10系エンコーダで圧縮したWMV9 Advanced Profile=FourCC:WMVA
- WMP11系エンコーダで圧縮したWMV9 Advanced Profile=FourCC:WVC1

VC-1として採用されたのは、WMV3とWVC1であるため、WMVAでエンコードされたファイルは、HD DVDやBlu-ray Discに用いることが出来ない。
マイクロソフトは、今後エンコードする際は、WMVAではなくWVC1を用いるよう呼びかけている。

### VC-1採用規格
- Blu-ray Disc
- HD DVD

### コンテナ形式
- Advanced Systems Format（ASF）
- Audio Video Interleave（AVI）

### コーデック
- Windows Media Audio（WMA）
- VC-1
- H.264

### 関連団体
- MPEG LA
- SMPTE

### その他
- Windows Media Player
- ffdshow
- FairUse4WM